# Undran
Undran är den svenske musikern Kjell Höglunds debutalbum, utgivet 1971.
Då Höglund ännu inte hade något skivbolag stod han själv för både pressning och försäljning av skivan, och den ska ha tryckts i ursprungligen 200 exemplar. Höglund fick sedan tryckt upp fler upplagor som han även då betalade för själv. Skivan fick ej någon uppmärksamhet i pressen överhuvudtaget när den släpptes, men nämndes i en liten artikel om Höglund ett drygt år senare i Göteborgs-Tidningen, hösten 1972.
Albumet spelades in vid fyra tillfällen i april 1971, fast de flesta låtarna hade skrivits av Höglund flera år innan; vissa så tidigt som 1966. Inspelningen gjordes ej i studio, men i en lägenhet med vanlig hemmabandspelare. Även om Undran gärna räknas som Höglunds första studioalbum, så är detta alltså tekniskt sett inte korrekt. Den spelades in i mono i stället för stereo, för att spara på kostnaderna. Av samma anledning spelades den även in som "halv master", vanligtvis reserverat för engångsupplagor, vilket medförde att senare tryckningar blev mer och mer knastriga för varje upplaga.
Undran återsläpptes september 1975 som dubbel-LP tillsammans med uppföljaren Blomstertid, då hos skivbolaget Alternativ (senare Atlantis).

## Låtlista
Text och musik: Kjell Höglund.

### Sida A
1. "Denna känsla av undran" - 3:50
2. "Jag hör hur dom ligger med varandra i våningen ovanför" - 2:40
3. "Tekniska röntgencentralen" - 5:15
4. "Sagan om sökerskan" - 3:00
5. "Folket i huset vid havet" - 2:50
6. "Frihetssång" - 0:50
7. "Så står jag här" - 3:10
8. "Gustav under trappan" - 0:50

### Sida B
1. "Tant solen" - 2:05
2. "Jag bor i en butelj" - 5:00
3. "Den vita kråkan" - 3:30
4. "Minnen från den långa resan" - 2:20
5. "En politikers försvarstal" - 3:10
6. "Stormen före lugnet" - 3:30

## Medverkande
- Kjell Höglund - sång, gitarr